# Cornelis de Bruin
Cornelis de Bruin, (Utrecht, 7 april 1870 – Amsterdam, 27 augustus 1940) was een Nederlands kunstschilder, keramist, plateelschilder, ontwerper, illustrator, graficus, lithograaf en tekenaar.
Cornelis de Bruin ontving zijn opleiding aan de Rijksakademie van beeldende kunsten in Amsterdam, onder anderen bij August Allebé. Hij zou later werken in Utrecht, Amsterdam, Hilversum, Dordrecht, Laren, Berlijn, Bunnik, Maarssen en Baarn.

## Plateel en keramiek
De Bruin begon in 1913 te Maarssen een terracottafabriekje en werkte bij diverse buitenlandse aardewerkfabrieken. In 1918 begon hij in Baarn een pottenbakkersatelier. De Bruin werkte als plateelschilder en ontwerper bij Plateelfabriek De Distel (Amsterdam), Dordtsche Kunstpotterij (DKP) en Plateelbakkerij Delft (PBD). Bij Villeroy & Boch in Luxemburg maakte hij serviezen.

## Schilder
De Bruin schilderde landschappen op de Veluwe en in het Gooi. Daarnaast ook zee- en havengezichten, stillevens, diervoorstellingen alsmede portretten van zwervers en zigeuners.
Voor zijn Sinterklaas-prentenboek 'Van Spanje naar ons land' lithografeerde hij de prenten. In 1927 ontwierp hij de decoratieve panelen voor de Synagoge aan de Linaeusstraat te Amsterdam.
Cornelis de Bruin signeerde zijn schilderijen met 'Corns de Bruin ft' of 'Corns de bruin' of met 'C. de Bruin' en 'van Wijck'. Werken voor de Duitse markt signeerde hij met 'W. Hindenberg'.
- Biografisch Portaal: 10125310
- Digitale Bibliotheek voor de Nederlandse Letteren: brui100
- International Standard Name Identifier: 0000 0000 6994 6794
- Library of Congress Control Number: no2021022466
- Nederlandse Thesaurus van Auteursnamen: 253704839
- RKD-Nederlands Instituut voor Kunstgeschiedenis: 13402
- Union List of Artist Names: 500060809
- Virtual International Authority File: 96091824